# Chhindwara (Distrikt)
Chhindwara (Hindi छिंदवाड़ा ज़िला) ist ein Distrikt im indischen Bundesstaat Madhya Pradesh. Verwaltungssitz ist die gleichnamige Stadt Chhindwara.

## Geografie
Der Distrikt liegt im Süden des Bundesstaats Madhya Pradesh an der Grenze zum Bundesstaat Maharashtra. Er grenzt im Norden an den Distrikt Narsinghpur, im Osten und Südosten an den Distrikt Seoni, im Süden an den Bundesstaat Maharashtra, im Südwesten und Westen an den Distrikt Betul sowie im Nordwesten an den Distrikt Narmadapuram.
Naturräumlich zerfällt der Distrikt in Bergland, Hochebenen und Tiefebenen. Das Bergland im Norden gehört zum Satpuragebirge. Südlich von ihm liegt die Hochebene von Satpura. Der südlichste Teil des Distrikts liegt in der Tiefebene von Nagpur. Die wichtigsten Flüsse sind der Pench und der Kanhan. Mitten im Distrikt liegt der Stausee Machagora Lake. Die Regenmenge unterliegt starken Schwankungen. Aber rund 90 % fallen während der sommerlichen Monsunzeit (zweite Juniwoche bis Ende September). In den Monaten Juli bis September ist die Luftfeuchtigkeit sehr hoch. Am wärmsten ist es in den Monaten April bis Juni. Heute sind die Waldgebiete wegen der Rodung zur Gewinnung von Ackerland bedeutend kleiner als in den vergangenen Jahrhunderten.

## Geschichte
Bis ins späte Mittelalter gibt es keine Informationen zur Geschichte des Gebiets. Im Jahr 1398 gehörte der Westen des Distrikts zum Königreich Gherla. Der aus einer Fürstenfamilie der Gond stammende Prinz Bakht Buland ging an den Hof des Mogulreichs, trat zum Islam über und kehrte dann in seine Heimat zurück. Er wurde Raja des Königreichs Deogarh. Sein Gouverneur Raj Khan eroberte für ihn zahlreiche Gebiete im Süden des heutigen Madhya Pradesh. Bakht Bulands Nachfolger Chand Sultan verlegte seinen Hof nach Nagpur. Chand Sultan starb 1739. Nach seinem Tod kam es zu Kämpfen um seine Nachfolge, von dem die Marathen profitierten. Im Jahr 1743 eroberten diese den heutigen Distrikts und gründeten das Königreich Nagpur. Nach dem Dritten Marathenkrieg wurde das Gebiet gegenüber der Britische Ostindien-Kompanie tributpflichtig. Bis 1853 bestand das Königreichs Nagpur weiter. Nachdem der letzte Raja ohne Erben gestorben war, wurde das Königreich Teil der von den Briten verwalteten Nagpur Province, die bereits 1861 Teil der Central Provinces wurde. Nach mehreren Gebietsabtäuschen entstand der Distrikt Chhindwara, der zur Nerbudda Division innerhalb der Central Provinces gehörte. Der Distrikt Seoni wurde 1931 eingegliedert, nach der Unabhängigkeit Indiens aber wieder ausgegliedert. Nach dem Ende der Kolonialherrschaft wurde das Distriktsgebiet Teil des neuen Bundesstaats Madhya Pradesh.

## Bevölkerung

### Übersicht
Die Einwohnerzahl lag 2011 bei 2.090.922. Die Bevölkerungswachstumsrate im Zeitraum von 2001 bis 2011 betrug 13,07 % und lag damit sehr hoch. Chhindwara hat ein Geschlechterverhältnis von 964 Frauen pro 1000 Männer und damit einen für Indien üblichen Männerüberschuss. Der Distrikt hatte 2011 eine Alphabetisierungsrate von 71,16 %, eine Steigerung um knapp 6 Prozentpunkte gegenüber dem Jahr 2001. Die Alphabetisierung liegt damit leicht über dem Durchschnitt von Madhya Pradesh. Knapp 92 % der Bevölkerung sind Hindus und ca. 2 % sind Muslime. Buddhisten haben einen Anteil von 1,2 % an der Bevölkerung. 13 % der Bevölkerung sind Kinder unter 6 Jahre. Knapp 24,2 % der Bevölkerung leben in Städten. Die größte Stadt ist der Distriktshauptort Chhindwara mit 175.052 Einwohnern.

### Einwohnerentwicklung
In den ersten Jahrzehnten des 20. Jahrhunderts wuchs die Bevölkerung eher schwach. Dies wegen Seuchen, Krankheiten und Hungersnöten. Seit der Unabhängigkeit Indiens hat sich die Bevölkerungszunahme beschleunigt. Während die Bevölkerung in der ersten Hälfte des 20. Jahrhunderts um rund 58 % zunahm, betrug das Wachstum in den fünfzig Jahren zwischen 1961 und 2011 166 %. Die Bevölkerungszunahme zwischen 2001 und 2011 lag bei nur 13,07 % oder rund 242.000 Menschen. Offizielle Bevölkerungsstatistiken der heutigen Gebiete sind seit 1901 bekannt und veröffentlicht.
| Jahr      | 1901    | 1911    | 1921    | 1931    | 1941    | 1951    | 1961    | 1971    | 1981      | 1991      |
| Einwohner | 407.999 | 517.109 | 491.835 | 573.272 | 610.707 | 646.430 | 785.535 | 989.413 | 1.233.131 | 1.568.702 |

### Bedeutende Orte
Im Distrikt gibt es 24 Orte, die als Städte (towns und census towns) gelten. Dennoch ist der Anteil der städtischen Bevölkerung im Distrikt gering. Denn nur 505.183 der 2.090.922 Einwohner oder 24,16 % leben in städtischen Gebieten. Die weitaus größte Siedlung ist der Hauptort Chhindwara mit 175.052 Einwohnern. Daneben gibt es folgende Orte mit mehr als 20.000 Bewohnern:
Weitere Städte mit mehr als 10.000 Bewohnern sind Chandameta-Butaria (16.497 Einwohner), Lonia Karbal (14.989 Einwohner), Amarwara (14.141 Einwohner), Chaurai Khas (12.956 Einwohner) und Harrai (11.000 Einwohner).

### Volksgruppen
In Indien teilt man die Bevölkerung in die drei Kategorien general population, scheduled castes und scheduled tribes ein. Die scheduled castes (anerkannte Kasten) mit (2011) 232.244 Menschen (11,11 Prozent der Bevölkerung) werden heutzutage Dalit genannt (früher auch abschätzig Unberührbare betitelt). Die scheduled tribes sind die anerkannten Stammesgemeinschaften mit (2011) 769.778 Menschen (36,82 Prozent der Bevölkerung), die sich selber als Adivasi bezeichnen. Zu ihnen gehören in Madhya Pradesh 46 Volksgruppen. Mehr als 5000 Angehörige zählen die Gond (619.809 Personen oder 29,64 % der Distriktsbevölkerung), Mawasi (88.216 Personen oder 4,22 % der Distriktsbevölkerung), Bharia Bhumia (31.847 Personen oder 1,52 % der Distriktsbevölkerung) und Pardhan (19,190 Personen oder 0,92 % der Distriktsbevölkerung).

## Verwaltungsgliederung
Die Verwaltungseinheit Chhindwara gibt es als Tehsil oder Distrikt seit dem 19. Jahrhundert. Der Distrikt Chhindwara besteht seit der Gründung des Tehsils Chand aus den 13 Verwaltungsbezirken (Tehsils oder Subdivisions) Amarwara, Bichhua, Chand, Chaurai, Chhindwara, Harrai, Jamai, Mohkhed, Pandhurna, Parasia, Sausar, Tamia und Umreth. Er zählt 24 Städte und 1995 bewohnte Dörfer mit elf Stadtverwaltungen und 806 Dorfverwaltungen.

## Wirtschaft
Im Distrikt werden vor allem Kohle und Mangan abgebaut. Es gibt nur wenig Industrie.
In der Landwirtschaft werden hauptsächlich Baumwolle, Sorghumhirse, Urdbohne und Erdnüsse angebaut. Hinzu kommt die Tierhaltung mit hunderttausenden von Tieren (meist Rinder, Büffel, Ziegen, Geflügel und Schafe).

## Verkehr
Wichtigste Eisenbahnlinien sind die Strecken von Nagpur nach Agra und von Bhopal (über Betul) nach Nainpur. Im gesamten Distrikt gibt es zahlreiche Bahnhöfe. Hinzu kommen als überregionale Straßenverbindungen der National Highway 547 (von Nord nach Süd), der National Highway 347 (von West nach Ost) und einige State Highways. Wichtig für den Personenverkehr sind die zahlreichen regionalen Buslinien und die überregionalen Busverbindungen nach Bhopal, Gondiya, Jabalpur, Nagpur und Ranchi.

## Sehenswürdigkeiten
Im Distrikt liegt ein Teil des Pench-Nationalparks und des gleichnamigen Tigerreservats.
Im Distrikt gibt es mehrere Wasserfälle (Kukdi Khapa Water Fall, Lilali Water Fall) und Höhlen/Grotten (Chota Mahadev Cave, Nagadvari Cave, Radhadevi Caves). Sehenswert sind zudem:
- die Ruinen der ehemaligen Hauptstadt Deogarh mit dem Devgarh Fort
- der Tempel Kalyani Devi’
- der Tempel Sharadi Devi’
- der Tempel Jam Sanvli
- und das Tribal Museum (Volkskundemuseum)